# 1926年5月28日クーデター
1926年5月28日クーデター（葡: Golpe de 28 de Maio de 1926）は、ポルトガルで起こった軍事クーデター。1926年5月28日革命、国民革命（Revolução Nacional）とも。不安定だった第一共和政を終わらせ、1974年のカーネーション革命まで続くポルトガルの独裁体制（Ditadura Nacional、後にエスタド・ノヴォと改称）が確立された。
クーデターはブラガ県で始まり、マヌエル・ゴメス・ダ・コスタ将軍の指揮のもと、ただちにポルト、リスボン、エヴォラ、コインブラ、サンタレンへ波及した。15000人の兵を連れたゴメス・ダ・コスタ将軍はリスボンへ進軍し、市民に賞賛され、クーデターは成功した。